# Женская историческая ночь

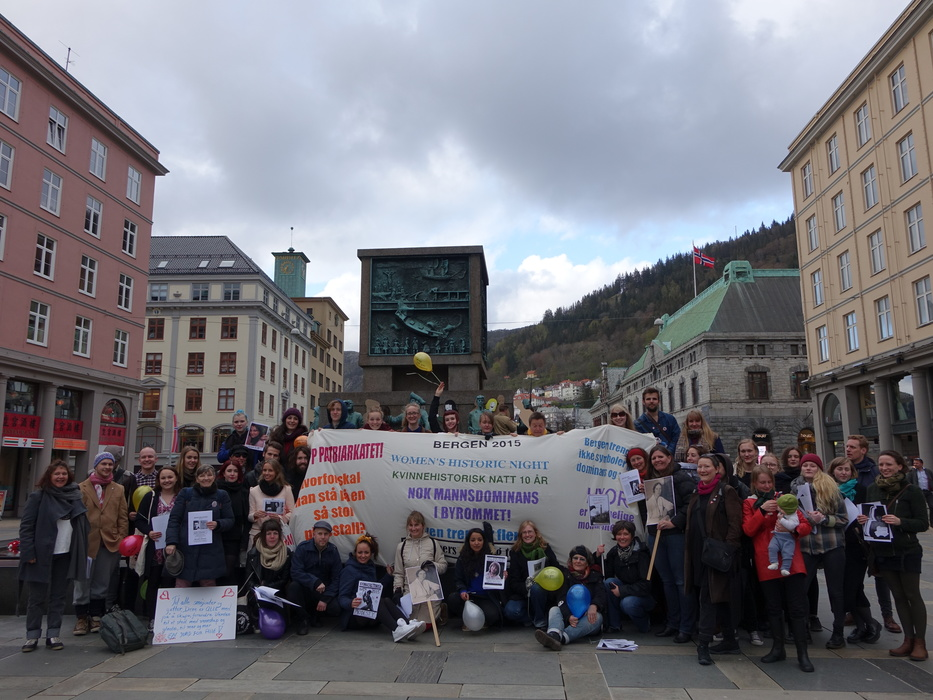
10-летие Женской исторической ночи в Бергене, 2015 года. 10.5.2017 Фото из коллекции Московского женского музея.

Женская историческая ночь (Kvinnehistorisk Natt, World Women’s Historic Night) — ежегодная международная феминистская акция по возвращению женских имен в пространство города, культуры, истории. Проходит 8 мая. Заключается во временном переименовании улиц, памятников и площадей в честь женщин-гуманисток путём расклеивания женских фотографий, женских имен, плакатов, стилизованных под таблички с уличными названиями. В России, Беларуси, Казахстане участницы акции сталкивались с противодействием полиции и властей.
В разные годы улицы городов переименовывали в честь Туве Янссон, Натальи Горбаневской, Анны Павловой, Нины Искренко, Галины Кожевниковой, Анны Политковской, Ольги Арефьевой, Анны Ахматовой, Евфросинии Керсновской, Астрид Линдгрен, Гудрун Шиман (лидер шведской партии Феминистская инициатива), Леси Украинки, Ольги Кобылянской, Симоны де Бовуар, Марии Кюри, Шарлотты Бронте и других.
Женская историческая ночь возникла в 2006 году в Норвегии в Бергене как анархо-феминистская инициатива студенток местного Университета. Постепенно к протесту присоединились новые страны и города — Белоруссия, Испания, Кыргызстан, Казахстан, Нидерланды, Россия, Франция, Украина, Германия. Так, известно, что в 2015 году «Женская историческая ночь» проходила одновременно в Бергене, Осло, Трондхейме, Фредрикстаде, Амстердаме, Днепропетровске, Минске, Астрахани, Краснодаре, Нижнем Новгороде, Омске, Черкесске, Самаре, Санкт-Петербурге, Москве и др.В 2020 году в связи с пандемией в некоторых странах провели онлайн-акцию (Украина, Норвегия).

### Суть
8 мая активисты собираются в 20:00 в центре своих городов, обмениваются плакатами с изображениями женщин-гуманисток, после чего группы расходятся по городу и расклеивают плакаты с женскими фотографиями и именами, символически это означает возвращение женщин в городское пространство. Некоторые группы переименовывают улицы и памятники. На плакатах кроме портрета женщины есть надпись «Женская историческая ночь» («Kvinnehistorisk natt» — на норвежском, Women’s Historic night — на английском), название города, год проведения акции. Традиционно после акций фотографии с плакатами выкладывают в интернет, сопровождал соответствующими хештегами.
Иногда проводятся мастерские плаката.

### Гимн
Гимнами норвежской акции является песня бергенской музыкальной анархогруппы «Albert og Elise, En Ode til Kvinnehistorisk natt» и песня московской певицы Ольги Арефьевой «Женщина».
| En ode til Kvinnehistorisk natt «Albert og Elise» Har du sett rundt deg når du går i byen. Gater, parker plasser de er oppkalt etter menn. Det er slik at en kunne forledes til å tro at ikke kvinner hadde utretta no`. REFRENG: Så velg deg ut en kvinne, en heltinne, velg deg en blant alle dem du vil finne. Gå ut i byen heng navnet hennes opp. Forklar om noen sier stopp. I dag er det mannens historie som blir fortalt i byen gjennom statuer og skilt. Vi vil se pupper på sokkel ikke på salgsplakater, så gå nå ut i byens gater. Kvinner kan fortsatt ikke i dag, bevege seg trygt i en tom og kveldmørk by. Kvinners trygghet henger sammen med hennes status, som et skritt på veien skriv historia på ny. |
| --- |

### История возникновения
Норвежские создательницы акции, в частности Шарлота Мирброттен, были вдохновлены американским женским историческим движением («Женский дом» и «Званый ужин» Джуди Чикаго, Месяц женской истории). Женская историческая ночь — часть всемирного женского исторического движения.